# 한류 관련 한국 드라마 목록
대한민국의 군사 통치가 끝난 이후 한국의 문화 산업이 1990년대에 자유가 보장되면서 점차 증가하는 한국 드라마들이 해외로 수출되기 시작했다. 이는 한류의 시작점으로, 대한민국의 텔레비전, 대중음악, 영화, 패션, 애니메이션, 문학, 음식, 화장품의 세계적 인기를 아우르는 더 큰 문화적 현상으로 자리잡혔다. 2000년대에 대장금과 겨울연가가 아시아에서 큰 성공을 거두었고 이후에도 오징어 게임은 국제적으로 큰 성공을 거두었다.

## 1990년대
- 여명의 눈동자
- 첫사랑 (1996년 드라마)
- 별은 내 가슴에
- 허준 (드라마)

## 2000년대
- 이브의 모든 것 (드라마)
- 가을동화
- 불꽃 (2000년 드라마)
- 네 자매 이야기
- 호텔리어 (2001년 드라마)
- 명랑소녀 성공기
- 겨울연가
- 올인 (드라마)
- 대장금
- 다모 (드라마)
- 천국의 계단 (드라마)
- 여름향기
- 대결! 반전 드라마
- 풀하우스 (드라마)
- 미안하다, 사랑한다
- 러브스토리 인 하버드
- 파리의 연인
- 프라하의 연인
- 마이걸 (2005년 드라마)
- 내 이름은 김삼순
- 슬픈 연가
- 쾌걸춘향
- 주몽 (드라마)
- 봄의 왈츠
- 커피프린스 1호점
- 태왕사신기
- 에덴의 동쪽 (드라마)
- 바람의 나라 (드라마)
- 아내의 유혹
- 우리 결혼했어요
- 꽃보다 남자 (대한민국의 드라마)
- 아이리스 (드라마)
- 자명고 (드라마)
- 천만번 사랑해
- 선덕여왕 (드라마)
- 그대, 웃어요
- 미남이시네요

## 2010년대
- 거상 김만덕
- 인생은 아름다워 (2010년 드라마)
- 내 여자친구는 구미호
- 파스타 (드라마)
- 장난스런 키스 (드라마)
- 시크릿 가든 (드라마)
- 추노
- 성균관 스캔들
- 49일
- 드림하이
- MANNY
- 마이 프린세스
- 최고의 사랑
- 사랑비
- 응답하라 1997
- 굿 닥터 (2013년 드라마)
- 상속자들
- 몬스타
- 별에서 온 그대
- 응답하라 1994
- 신의 선물 - 14일
- 응답하라 1988
- 시그널 (드라마)
- 미스터 션샤인
- 사랑의 불시착

## 2020년대
- 스위트홈 (대한민국의 드라마)
- 오징어 게임
- 지금 우리 학교는 (드라마)